# Antônio Pereira de Sousa Calheiros

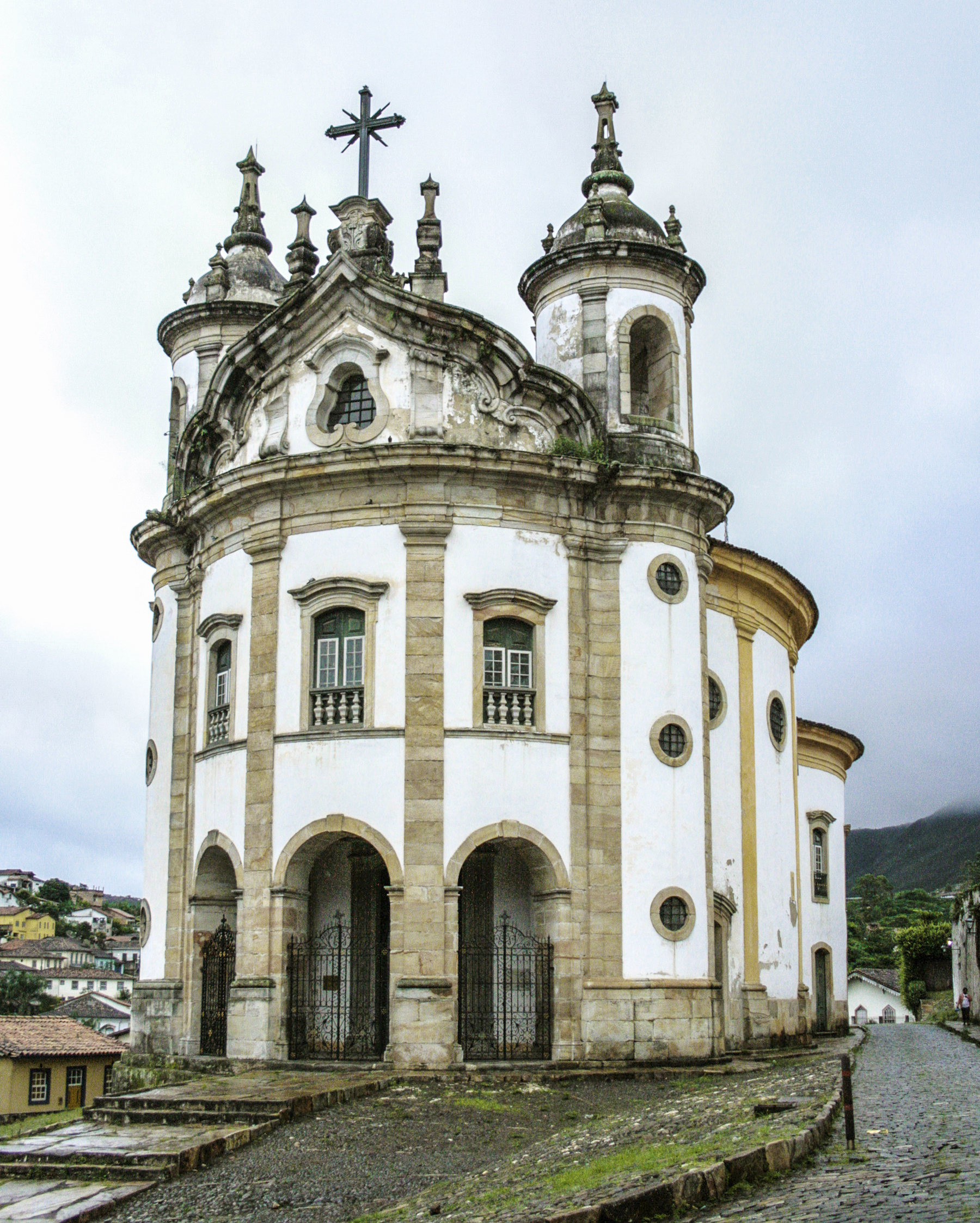
Église Rosario à Ouro Preto.

Antônio Pereira de Sousa Calheiros était un architecte portugais actif au Brésil.

## Biographie
Dans les documents qu'il a présentés, il prétendait être originaire de Braga et avoir un diplôme de chanoine à l'Université de Coimbra, mais aucune trace de lui n'a été trouvée à Braga. Entre 1732 et 1733, il est apparu dans la ville de Rio de Janeiro, et en 1736 il a été nommé à Tiradentes, Minas Gerais. Puis il est retrouvé à São João del-Rei, où il a participé aux activités de la Chambre envoyée au Portugal pour négocier des pétitions.
Bien que mal connu, il est responsable du projet de deux églises qui sont parmi les expressions les plus notables du Minas Gerais baroque, l'église de São Pedro dos Clérigos, à Mariana, et surtout l'église de Nossa Senhora do Rosário dos Noir, à Ouro Preto. Il était également l'auteur du projet du retable de la Matriz de Antônio Dias, à Ouro Preto, et selon Eduardo de Oliveira, il aurait pu aussi avoir en charge l'église de Nossa Senhora das Mercês à São João del-Rei et la chapelle de Santo Ovídio de Caldelas,. De l'avis de l'Institut national du patrimoine artistique et historique, « l'église de Nossa Senhora do Rosário est considérée par les spécialistes comme l'expression maximale du baroque colonial du Minas Gerais ».